# Iris winkleri
Iris winkleri là một loài thực vật có hoa trong họ Diên vĩ. Loài này được Regel miêu tả khoa học đầu tiên năm 1884.